# Captura de Fidenas
La captura de Fidenas en 435 a. C. constituyó una victoria de los romanos sobre los etruscos de Veyes.
Tito Livio informa de dos asedios separados por nueve años: uno en 435 y otro en 426 a. C. Los acontecimientos que habrían precedido ambos asedios sería idéntico; reconoce que el segundo sitio es una repetición del primero. Cualquiera que sea la fecha, el resultado sigue siendo el mismo: esta captura permitió a Roma eliminar el último enclave etrusco en la orilla derecha del Tíber.